# Primi cinque sabati del mese
Quella dei primi cinque sabati del mese (metonimia di "primi sabati di cinque mesi consecutivi", o "cinque primi sabati consecutivi") è una pratica devozionale mariana della Chiesa cattolica, nata dopo le richieste che la Madonna avrebbe comunicato a Fátima alla veggente Lúcia dos Santos.

## Origine della devozione
La Madonna di Fátima, nell'apparizione del 13 giugno 1917, avrebbe detto a Lúcia dos Santos: 

Il 10 dicembre 1925 la Vergine riapparve a Lucia, insieme a Gesù Bambino, con un nuovo messaggio: 
 Si tratta della "Grande promessa del Cuore Immacolato di Maria".
La richiesta del rito devozionale dei Cinque primi sabati non esclude la precedente richiesta (del 13 maggio 1917): «[...]sono venuta a chiedere la Consacrazione della Russia al Mio Cuore Immacolato e la comunione riparatrice nei primi sabati.[...]». Desumibilmente, questo rito dei Cinque primi sabati è un minimo, o uno spunto per assumere l'attitudine a comunicarsi ogni primo sabato.

## Particolari della devozione
1. La confessione va fatta entro gli otto giorni precedenti, unendo l'intenzione di riparare le offese al Cuore Immacolato di Maria. Se ci si dimentica di unire tale intenzione, la si può formulare nella confessione seguente.
2. La Comunione va fatta in grazia di Dio, con fede nella Presenza Reale di Gesù nel santissimo Sacramento e con la stessa intenzione ricordata per la Confessione.
3. La Comunione va fatta il primo sabato del mese.
4. La Confessione e la Comunione, fatte il primo sabato del mese,  devono essere ripetute per cinque mesi consecutivi, senza interruzione, altrimenti si deve ricominciare da capo.
5. Va inoltre recitata la corona del Rosario, o almeno la sua terza parte[3][4], con la stessa intenzione avuta per la confessione e la Comunione.
6. Si aggiunge infine una meditazione di un quarto d'ora sui misteri del Rosario, in unione spirituale con la Madonna.

Lucia avrebbe ottenuto da Gesù la seguente spiegazione relativa alla scelta del numero cinque:
1. Le bestemmie contro la sua Immacolata Concezione.
2. Quelle contro la sua perpetua Verginità.
3. Quelle contro la sua Maternità divina e il rifiuto di riconoscerla come Madre degli uomini.
4. L'opera di coloro che pubblicamente infondono nel cuore dei piccoli l'indifferenza, il disprezzo e perfino l'odio contro questa Madre Immacolata.
5. L'opera di coloro che La offendono direttamente attraverso le sue immagini sacre»

(Lúcia dos Santos, Memorias e cartas de irmà Lùcia, pp. 408-410, in italiano: Lucia racconta Fatima, Queriniana, 2005.)